# 庵山
庵山位于福建省建阳市童游街道童游村，被称为“潭东第一名山”，距建阳市区约8公里，最高峰海拔1020米。登临绝顶，建阳、建瓯、武夷山风光尽收眼底。庵山因山中有庵而得名。被福建省林业厅评为“福建省省级森林公园”。

## 主要景点
主要景点有灵泉寺、关刀峡、仙姑梳妆、青士迎宾、月景波光、鸳鸯柏树、白鹤仙母、龙坛等十八景。山分南北双峰，北峰有石峥嵘，称狮子岩，岩下灵泉，号“庵山泉”，又名“龙井”；南峰有石平整，称“龙塘”，塘上垒石为龛，中藏仙骸；山顶有三皇君庙，历数百年香火不断。以庵山主峰为中心，方圆面积约2521公顷，主要森林植被为常绿阔叶林，中上部天然林皆属生态公益林，其中522.53公顷列为生物多样性自然保护小区。

### 灵泉寺
灵泉寺始建于唐贞观年间。明万历年间，邑人傅国珍修聋扩建。清雍正十年(1732年)寺遭火焚。清乾隆三十年(1765年)，邑人傅光裔、傅克钦倡捐重建。灵泉寺分三重大门，一重门留有宋代石刻对联一副：“到此山门近天阀，始知蓬莱有仙翁”；二门留有石刻横批“灵泉古迹”；三门留有石刻横批“涌泉胜境”。寺中供祀着三皇元君塑像。灵泉寺前后有千年柳杉六棵。